# Прохорез
Прохорез, або філетична міграція (від грец. prochoresis — просування) — поступова зміна області поширення виду або роду в часі, по мірі розвитку таксона та змін меж його поширення.
Термін особливо широко вживається в палеонтології, зокрема у тих випадках, коли ведуть мову про поступовий характер розселення таксонів у часі, на відміну від міграцій, які відбуваються у короткому часі (фактично протягом одного популяційного циклу).
Шляхом прохорезу у фауні того чи іншого регіону з'являються види, що отримують назву алохтонів (алохтонних), на відміну від автохтонів (автохтонних), які сформувалися в тих самих регіонах, де й мешкають на час опису.
Термін має значення у описах шляхів формування регіональної біоти та в моделях видоутворення.